# 関西美容専門学校

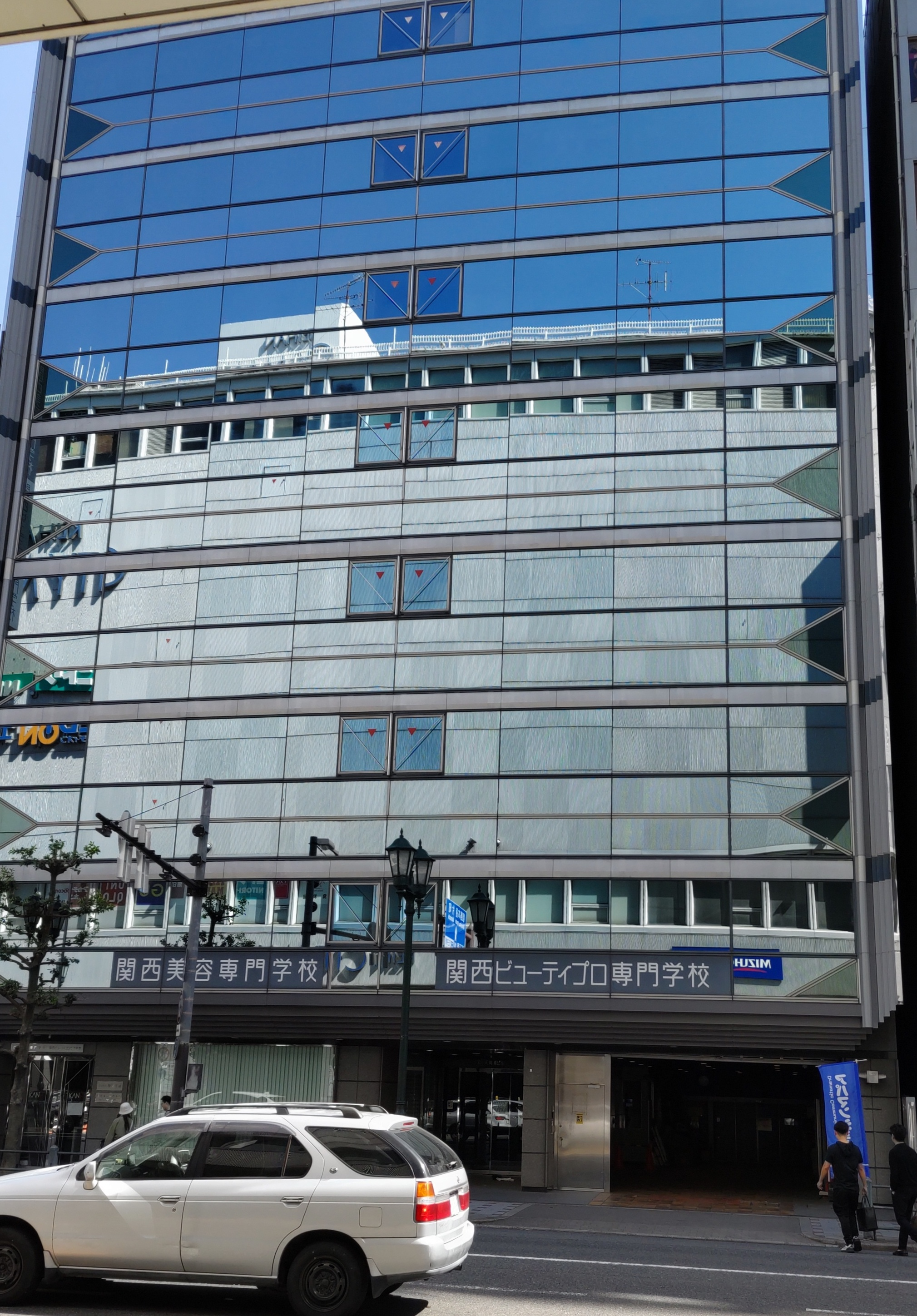
関西高等美容専門学校及び関西ビューティプロ専門学校

関西美容専門学校（かんさいびようせんもんがっこう）は、学校法人関美学園が運営する大阪市中央区にある専修学校。美容師養成施設として厚生労働省の指定を受けている。

## 沿革
- 1947年 関西高等美容専門学校として開校
- 1976年 専修学校となる
- 1992年 現校名となる

## 所在地
- 〒540-0032 大阪市中央区天満橋京町2-17

最寄り駅は、地下鉄・京阪 天満橋駅